# Sceloporus scalaris
Sceloporus scalaris (світлочерева купинна ігуана) — вид ігуаноподібних ящірок родини фриносомових (Phrynosomatidae). Ендемік Мексики.

## Опис
Довжина світлочеревої купинної ігуани (без врахування хвоста) становить 52-62 мм. Вони мають переважно сіре забарвлення, на шиї у них жовтий або оранжевий "комір", внутрішня сторона передніх кінцівок у них також жовта. У самців нижня частина тіла має більш яскраве забарвлення, тоді як у самиць нижня частина тіла є білою.

## Поширення і екологія
Світлочереві купині ігуани широко поширені в центральній Мексиці, на південь до гір Трансмексиканського вулканічного поясу, а також в горах Західної і Східної Сьєрра-Мадре. Вони живуть в саванах та на сухих луках, на висоті до 1500 м над рівнем моря. Віддають перевагу невеликим ділянкам трави біля підніжжя скель. Є яйцеживородними.